# Semangkak
Semangkak is een bestuurslaag in het regentschap Klaten van de provincie Midden-Java, Indonesië. Semangkak telt 2571 inwoners (volkstelling 2010).